# 第一代萨默塞特公爵约翰·博福特
第一代萨默塞特公爵约翰·博福特，KG（John Beaufort, 1st Duke of Somerset，1403年—1444年5月27日）是一名英格兰贵族和军事指挥官。他是第一代薩默塞特伯爵約翰·博福特的次子，岡特的約翰的孫子。

## 家庭
1441年，約翰·博福特與瑪格麗特·比徹姆結婚，兩人的女兒瑪格麗特·博福特是亨利七世的母親。